# Nunchía (kommun)
Nunchía är en kommun i Colombia.   Den ligger i departementet Casanare, i den centrala delen av landet, 240 km öster om huvudstaden Bogotá. Antalet invånare är 8 420.